# Beylerbeyi palota
A Beylerbeyi palota a török szultánok nyári rezidenciája Isztambulban, a Július 15. vértanúinak hídja lábánál, az ázsiai oldalon. Eredetileg 1829-ben II. Mahmud szultán építtette fából, ezt később 1861-ben Abdul-Aziz szultán lebontatta és Sarkis Balyannal terveztette meg a mai, barokk stílusú palotát, mely 1865-ben készült el. Bár a belső tér a hagyományos török házak elrendezését mutatja, a díszítés és a belsőépítészet terén keverednek a keleti és nyugati hatások. A kristálycsillárok, francia órák, japán, francia, kínai és török porcelánvázák mellett tökéletesen megférnek a hagyományos török szőnyegek és kilimek is.
A palotának több királyi látogatója is volt, itt szállt meg például Eugénia francia császárné, III. Napóleon felesége, útban a Szuezi-csatorna megnyitójára; de járt itt a VIII. Eduárd walesi herceg, az Egyesült Királyság későbbi uralkodója is. 
Beylerbeyiben raboskodott hat évet II. Abdul-Hamid szultán, miután megfosztották a trónjától.